# Rubine
Rubine est une série de bande dessinée policière belge créée par le scénariste Mythic et le dessinateur François Walthéry, assisté de Dragan de Lazare, éditée en album d’octobre 1993 à février 2011 aux éditions Le Lombard. François Walthéry, bien qu'il signe les albums, se contente de superviser le graphisme de la série, confié à Dragan de Lazare jusqu'en 2002, puis à Bojan Kovačević (2004-2006) et enfin à Bruno Di Sano (2009-2011).
L'année 2021 voit la sortie d'un nouvel opus (14e album) intitulé Sérial Lover.

## Description

### Synopsis
Rubine est une belle femme rousse qui a l'habitude de se détendre dans sa baignoire mais avant tout elle est un flic de Chicago aimant rendre la justice.

### Personnages
Rubine

### Clins d’œil
Le scénariste Mythic et les dessinateurs François Walthéry et Dragan De Lazare semblent créer cette série de bande dessinée en hommage à la série télévisée américaine Lady Blue (1985-1986), surnom d’une femme-flic de Chicago, également rousse, qui a l'intention d'aller plus loin quand elle confronte des criminels.

## Publications

### Albums
- 1 Les Mémoires troubles, Le Lombard, 1993
Scénario : Mythic - Dessin : François Walthéry et Dragan de Lazare - Couleurs : Studio Volcano -  (ISBN 2-8036-1049-3)
- 2 Fenêtre sur rue, Le Lombard, 1994
Scénario : Mythic - Dessin : Dragan de Lazare et François Walthéry - Couleurs : Studio Volcano -  (ISBN 2-8036-1095-7)
- 3 Le Second Témoin, Le Lombard, 1995
Scénario : Mythic - Dessin : Dragan de Lazare et François Walthéry - Couleurs : Studio Volcano et Marc Delhoune -  (ISBN 2-8036-1144-9)
- 4 Serial Killer, Le Lombard, 1996
Scénario : Mythic - Dessin : Dragan de Lazare et François Walthéry - Couleurs : Studio Volcano et Marc Delhoune -  (ISBN 2-8036-1212-7)
- 5 La Disparue d'halloween[2], Le Lombard, 1997
Scénario : Mythic - Dessin : Dragan de Lazare et François Walthéry - Couleurs : Bojan Kovačević -  (ISBN 2-8036-1266-6)
- 6 America, Le Lombard, 1998
Scénario : Mythic - Dessin : Dragan de Lazare et François Walthéry - Couleurs : Bojan Kovačević -  (ISBN 2-8036-1352-2)[3]
- 7 Devoirs de vacances, Le Lombard, 2000
Scénario : Mythic - Dessin : Dragan de Lazare et François Walthéry - Couleurs : Bojan Kovačević -  (ISBN 2-8036-1407-3)
- 8 96 heures, Le Lombard, 2002
Scénario : Mythic - Dessin : Dragan de Lazare et François Walthéry - Couleurs : Bojan Kovačević -  (ISBN 2-8036-1758-7)
- 9 Cité modèle, Le Lombard, 2004
Scénario : Mythic - Dessin : Bojan Kovačević et François Walthéry - Couleurs : Bojan Kovačević -  (ISBN 2-8036-2006-5)
- 10 Série noire, Le Lombard, 2006
Scénario : Mythic - Dessin et couleurs : Bojan Kovačević -  (ISBN 2-8036-2089-8)
- 11 Photo de classe, Le Lombard, 2009
Scénario : Mythic - Dessin : Bruno Di Sano et François Walthéry - Couleurs : Alain Audry -  (ISBN 978-2-8036-2140-8)
- 12 Le Lac Wakanala, Le Lombard, 2010
Scénario : Mythic - Dessin : Bruno Di Sano et François Walthéry - Couleurs : Alain Audry -  (ISBN 978-2-8036-2656-4)
- 13 L'Héritier fragile, Le Lombard, 2011
Scénario : Mythic - Dessin : Bruno Di Sano et François Walthéry - Couleurs : Alain Audry -  (ISBN 978-2-8036-2788-2)

- 14 Serial Lover, Le Lombard, 2021
Scénario : Mythic - Dessin : Bruno Di Sano et François Walthery

### Intégrales
- Intégrale 1, Le Lombard, 2014
Scénario : Mythic - Dessin : François Walthéry et Dragan de Lazare - Couleurs : Studio Volcano et Marc Delhoune -  (ISBN 978-2-8036-3472-9)
- Intégrale 2, Le Lombard, 2014
Scénario : Mythic - Dessin : François Walthéry et Dragan de Lazare - Couleurs : Studio Volcano, Marc Delhoune et Bojan Kovačević -  (ISBN 978-2-8036-3473-6)
- Intégrale 3, Le Lombard, 2015
Scénario : Mythic - Dessin : François Walthéry, Dragan de Lazare et Bojan Kovačević - Couleurs : Bojan Kovačević -  (ISBN 978-2-8036-3474-3)
- Intégrale 4, Le Lombard, 2015
Scénario : Mythic - Dessin : Bruno Di Sano et François Walthéry - Couleurs : Alain Audry -  (ISBN 978-2-8036-3546-7)